# Alitretinoin
Alitretinoin ist ein Arzneistoff aus der Gruppe der Retinoide, der in der Behandlung von chronischem Handekzem eingesetzt wird. Es ist ein natürlich vorkommendes Hormon und das Isomerisierungsprodukt der all-trans-Vitamin-A-Säure.

## Klinische Angaben

### Anwendungsgebiete
Alitretinoin kommt zur Behandlung von chronischem Handekzem und von Hautläsionen bei AIDS-Patienten mit Kaposi-Sarkom zur Anwendung. In Form von Panretin wird es auch zum off-label use von kutanen T-Zell-Lymphomen, Psoriasis und starker Akne eingesetzt.

### Wechselwirkungen mit anderen Medikamenten
Alitretinoin darf nicht zusammen mit anderen Topika angewendet werden. DEET-haltige Insektenabwehrmittel sollen nicht gleichzeitig mit Alitretinoin angewendet werden, Cytochrom-P450-Isoenzym-induzierende Medikamente können möglicherweise den Alitretinoin-Spiegel reduzieren.

### Unerwünschte Wirkungen
Häufigste Nebenwirkung ist Kopfschmerz bei 20 % aller Patienten in den ersten 10 Tagen bei oraler Anwendung. Alitretinoin ist, wie alle Vitamin-A-Derivate, ein starkes Teratogen. Weiter kann es bei dermaler Anwendung zu Hautreizungen mit Erythem, Rötung, Reizung, Juckreiz, Schorf- und Krustenbildung sowie bei fortgesetzter Behandlung auch Ödem- und Blasenbildung kommen.

## Pharmakologische Eigenschaften

### Wirkungsmechanismus
Alitretinoin wirkt vermutlich auf intrazelluläre Retinoid-Rezeptoren der Subtypen RAR und RXR. Die aktivierten Rezeptoren wirken als Transkriptionsfaktoren, die wiederum Auswirkungen auf die Zellproliferation und -differenzierung haben.
Alitretinoin wirkt dabei sowohl auf Keratinozyten als auch auf dendritische Zellen. Keratinozyten zeigen dabei eine Reduktion der Cytokin-Expression, während in dendritischen Zellen die Expressionssteigerung des Reifungsmarkers CD83, sowie der co-stimulatorischen Faktoren CD80 und CD86 inhibiert wird. Die so beeinflussten dendritischen Zellen zeigen verminderte T-Zell-aktivierende Eigenschaften.

### Aufnahme und Verteilung im Körper
Bei oraler Einnahme hat Alitretinoin eine variable Absorptionsrate, wobei die Absorption nach Nahrungsaufnahme verbessert wird. Es liegt stark an Plasmaproteine gebunden vor. Die Verstoffwechselung erfolgt in der Leber über CYP3A4, wobei 4-Oxoalitretinoin gebildet wird. Die Halbwertszeit beträgt 2–10 Stunden, die Elimination findet renal statt.
Bei dermaler Anwendung findet keine signifikante systemische Verteilung statt.

## Synthese
Alitretinoin kann aus all-trans-Retinsäure durch Umsetzung über Palladiumkatalysatoren hergestellt werden:

## Handelsnamen
Monopräparate: Panretin (D), Toctino (D).